# Cyrtandra bracteata
Cyrtandra bracteata är en tvåhjärtbladig växtart som beskrevs av Warburg. Cyrtandra bracteata ingår i släktet Cyrtandra och familjen Gesneriaceae. Inga underarter finns listade i Catalogue of Life.